# Крис Колфър
Кристфър Пол „Крис“ Колфър  (на английски: Christopher Paul „Chris“ Colfer) е американски актьор, певец и писател, носител на награди на „Гилдията на филмовите актьори“ и „Златен глобус“, номиниран за две награди „Еми“ и две награди „Сателит“. Популярен е с ролята на Кърт Хъмъл в сериала „Клуб Веселие“, продуциран от компанията Fox.

## Биография

### Младежки години
Крис Колфър е роден на 27 май 1990 г. в Кловис, Калифорния.
В училище активно участва в театъра като актьор и режисьор, също така е президент на клуба на писателите, редактор на училищно литературно списание и победител в множество различни дебати.
В гимназията той написва и режисира мюзикъла „Shirley Todd“ – пародия на „Суини Тод“, където женските образи са заменени с мъжки и обратно в сравнение с оригиналната версия. Самият Крис изиграва ролята на г-н Ловет.
Крис Колфър е гей. Според актьора, родителите му приемат разкриването му спокойно, но в училище често е бил обект на тормоз. От 2013 г. има връзка с продуктовия координатор Уил Херъд.

### Кариера
На 18 години Крис играе главна роля в късометражния филм „Russell Fish“, който е представен на няколко филмови фестивала.
Слава му носи ролята на гей тийнейджъра Кърт Хъмъл в сериала „Клуб Веселие“. Първоначално този герой не е в сценария, а Крис се явява на прослушване за ролята на Арти, но Колфер толкова впечатлява създателите на сериала, че те създават нов герой специално за него. За ролята си Крис получава награди „Златен глобус“, „Изборът на тийнейджърите“ и „Гилдията на филмовите актьори“, а също така е номиниран за „Еми“.

## Филмография
| Година      | Заглавие                                   | Роля                | Още                                                |
| ----------- | ------------------------------------------ | ------------------- | -------------------------------------------------- |
| 2009        | Russel Fish: The Sausage and Eggs Incident | Рассъл Фиш          | Главна роля                                        |
| 2009 – 2015 | Клуб Веселие                               | Кърт Хъмъл          | Главна роля                                        |
| 2009        | The Cleveland Show                         | Кърт Хъмъл (глас)   |                                                    |
| 2010        | Marmaduke                                  | Drama Dog #2 (глас) |                                                    |
| 2011        | Glee: The 3D Concert Movie                 | Кърт Хъмъл          |                                                    |
| 2012        | The Glee Project                           | себе си             | Гостуваща звезда (Сезон 2, епизод 11 „Glee-ality“) |
| 2012        | Struck by Lighting                         | Карсон Филпс        | Главна роля                                        |
| 2014        | Glee Live! at Radio City Music Hall        | Кърт Хъмъл          |                                                    |